# Matti Breschel
Matti Breschel (Faxe, 31 de agosto de 1984) es un ciclista danés que fue profesional entre 2004 y 2019. Destacaba fundamentalmente como clasicómano, dada su facilidad en el esprint y el pavés.
En agosto de 2019 anunció su retirada como ciclista profesional al término de la temporada debido a una artritis psoriásica.

## Biografía

### Ciclismo amateur
Como amateur, fue 3.º en el Campeonato de Dinamarca de ruta sub-19 y 6.º en el Campeonato del Mundo de Verona 2004 sub-23, donde ayudó a su compatriota Mads Christensen a terminar en 3.ª posición.

### Ciclismo profesional

#### 2005-2007
Durante su primer año como profesional, Breschel logró ser segundo en una etapa y en la clasificación general del Tour de Catar, así como terminar 3.º en el Campeonato de Dinamarca de ruta. En marzo de 2006, mientras disputaba en Bélgica la Driedaagse van West-Vlaanderen, sufrió una caída como consecuencia de las irregularidades en el esprint de Robbie McEwen, con quien disputaba la victoria, y que fue sancionado a posteriori por los comisarios de la prueba. Breschel se fracturó dos vértebras en la caída, lo que le hizo pasar parte de la temporada en el dique seco. En 2007 logró su primera victoria profesional en la Vuelta a Dinamarca, donde ganó la segunda etapa.

#### 2008
En 2008, tras conseguir algunas victorias en competiciones menores, en junio terminó 2.º en el Campeonato de Dinamarca de Ruta, solo superado por Nicki Sørensen. Más tarde, en septiembre, consiguió el triunfo en la última etapa de la Vuelta a España, con final en Madrid (anteriormente, había sido 2.º en la 17.ª etapa), aunque sería a finales del mismo mes cuando lograría el que es, hasta el momento, el mayor logro de su carrera, al conseguir la medalla de bronce en el Campeonato Mundial de ruta disputado en Varese, al terminar 3.º por detrás de los italianos Alessandro Ballan y Damiano Cunego.

#### 2009
En 2009 consiguió victorias de etapa en las carreras UCI ProTour Volta a Cataluña y Vuelta a Suiza. Pero su mejor victoria fue el Campeonato de Dinamarca en Ruta superando esta vez a Nicki Sørensen. También consiguió victorias en la Tour de Luxemburgo y Vuelta a Dinamarca. Otros buenos puestos los obtuvo en las clásicas Vattenfall Cyclassics (segundo), Tour de Flandes (sexto) y Campeonato del Mundo en Ruta (séptimo).

#### 2014
Logró el cuarto puesto en la prueba en ruta élite del mundial de ciclismo celebrado en Ponferrada (España), tras ser batido en el esprint por Simon Gerrans y Alejandro Valverde, esprint que se disputó luego de que Michał Kwiatkowski pasara por delante de la meta.

## Palmarés
| 2004 - 1 etapa del G. P. Ringerike - 3.º en el Campeonato de Dinamarca en Ruta - Giro del Canavese - 1 etapa del Circuito de las Ardenas 2005 - 3.º en el Campeonato de Dinamarca en Ruta 2007 - 1 etapa de la Vuelta a Dinamarca - 1 etapa del Tour de Irlanda 2008 - Philadelphia International - 1 etapa del Ster Elektrotoer - 2.º en el Campeonato de Dinamarca en Ruta - 2 etapas de la Vuelta a Dinamarca - 1 etapa de la Vuelta a España - 3.º en el Campeonato Mundial en Ruta 2009 - 1 etapa de la Volta a Cataluña - 1 etapa del Tour de Luxemburgo - 1 etapa de la Vuelta a Suiza - Campeonato de Dinamarca en Ruta - 1 etapa de la Vuelta a Dinamarca | 2010 - A través de Flandes - 1 etapa de la Vuelta a Dinamarca - 2.º en el Campeonato Mundial en Ruta 2012 - 1 etapa de la Vuelta a Burgos 2013 - 2 etapas de la Vuelta a Dinamarca 2014 - Tour de Luxemburgo, más 2 etapas 2015 - 2 etapas de la Vuelta a Dinamarca |

## Resultados en Grandes Vueltas y Campeonatos del Mundo
Durante su carrera deportiva consiguió los siguientes puestos en las Grandes Vueltas y en los Campeonatos del Mundo en carretera:
| Carrera         | Carrera         | 2004 | 2005 | 2006 | 2007  | 2008 | 2009 | 2010  | 2011 | 2012  | 2013 | 2014 | 2015 | 2016 | 2017 | 2018 | 2019 |
| --------------- | --------------- | ---- | ---- | ---- | ----- | ---- | ---- | ----- | ---- | ----- | ---- | ---- | ---- | ---- | ---- | ---- | ---- |
|                 | Giro de Italia  | —    | —    | —    | 120.º | —    | —    | —     | —    | —     | Ab.  | —    | —    | —    | —    | —    | Ab.  |
|                 | Tour de Francia | —    | —    | —    | —     | —    | —    | 142.º | —    | —     | —    | —    | —    | Ab.  | —    | —    | —    |
|                 | Vuelta a España | —    | —    | —    | —     | 48.º | 68.º | —     | Ab.  | 159.º | —    | —    | —    | —    | —    | —    | —    |
| Mundial en Ruta | Mundial en Ruta | —    | —    | —    | Ab.   | 3.º  | 7.º  | 2.º   | —    | Ab.   | Ab.  | 4.º  | 33.º | Ab.  | —    | Ab.  | —    |

—: no participa
Ab.: abandono

## Equipos
- Team PH (2004)
- CSC/Saxo Bank (2005-2010)
  - Team CSC (2005-2007)
  - Team CSC-Saxo Bank (2008)
  - Team Saxo Bank (2009-2010)
- Rabobank (2011-2012)
- Saxo/Tinkoff (2013-2015)
  - Team Saxo-Tinkoff (2013)
  - Tinkoff-Saxo (2014-2015)
- Cannondale Pro Cycling Team (2016)
- Astana Pro Team (2017)
- EF Education First (2018-2019)
  - EF Education First-Drapac (2018)
  - EF Education First Pro Cycling Team (2019)